# ليندا إل. ريتشاردز
ليندا إل. ريتشاردز (بالإنجليزية: Linda L. Richards)‏ (22 أكتوبر 1960، فانكوفر في كندا)؛ روائية أمريكية.